# Václav Suchý
Václav Suchý (* 9. srpna 1942, Praha) je český básník, prozaik a překladatel.

## Život
Studoval VHŠ (zahraniční obchod) a při zaměstnání PF UK, kterou neukončil. Pracoval v řadě podniků zahraničního obchodu, později jako redaktor, vedoucí mezinárodního oddělení Československého červeného kříže, ředitel literárního odboru agentury DILIA, senior copywriter v reklamních agenturách a spolumajitel Studia Headline. Je členem Klubu českých spisovatelů (jeho někdejší předseda a místopředseda) a Akademie literatury české.
Publikovat začal v brněnském Kurýru a v Divokém víně. Poémy Transit (1973) a Autodafé (1976) vyšly v MF a byly scénicky uvedeny ve Viole Jiřím Adamírou.
Jeho verše byly přeloženy do španělštiny, ruštiny, ukrajinštiny, maďarštiny a makedonštiny.

## Dílo
- Seznam děl v Souborném katalogu ČR, jejichž autorem nebo tématem je Václav Suchý

### Básnické sbírky
- Noc na rozhraní léta, MF 1980
- Znamení lva, ČS 1983
- Poraněná paměť, Nadace 4S 1993
- Proměnná podoba, H.R.G. s s.r.o 2022
- Poéma Transit - MF 1973 /Jaká radost, jaké štěstí/
- Poéma Autodafé MF 1976 /Zpívej mi a vzpomenu si/

### Próza
- novela Dívka a zlatý déšť, MF 1979
- kniha povídek Láskoviny, Impreso plus 1995
- pohádky Rozprávky dědy Nezbedy, Tribun 2008
- memoáry Hořkosladká medicina, e-knihy jedou 2023

### Překlady
- ze španělštiny
  - Osvaldo Rodríguez: Deník dvojího exilu, MF 1975
  - Rubén Darío: Toulavý zpěv, Květy poezie MF 1979
  - výbor kubánské poezie Nový hymnus, ČS 1984
- z ruštiny
  - Maja Borisovová: Rovnováha, LN 1984
  - výbor tádžické poezie Blízko hvězd ČS 1985

### Povídky ve společných projektech
- 27 popravených českých pánů očima 27 českých spisovatelů, Formát 2000
- 27 českých obrazů očima 27 českých spisovatelů, Vivo 2001
- Žena – věčná inspirace, Adonai 2002
- In flagranti, Hart 2002 – poezie a překlady

### Rozhlasové hry
- Senátor nepřijímá
- Mexiko – černé září
- Sandinovy dcery